# Четацуја (Васлуј)
Четацуја (рум. Cetățuia) насеље је у Румунији у округу Васлуј у општини Пујешти. Oпштина се налази на надморској висини од 239 m.

## Становништво
Према подацима из 2002. године у насељу је живело 468 становника, од којих су сви румунске националности.